# 11 juillet 1940
Le jeudi 11 juillet 1940 est le 193e jour de l'année 1940.

## Naissances
- Angela Ales Bello, philosophe italienne
- Anita Wall, actrice suédoise
- Gunnar Prokop, entraîneur autrichien de handball
- Jacques Revaux, auteur-compositeur
- Karl Albrecht Schachtschneider, juriste allemand
- Kim Jong-in, économiste et homme politique sud-coréen
- Yvon Charbonneau (mort le 22 avril 2016), personnalité politique canadienne

## Décès
- Joseph Coole (né le 27 mai 1878), politicien belge

## Événements
- Création du conseil de défense de l'Empire de la France libre
- Philippe Pétain qui prend le titre de chef de l'État français annonce à la radio qu'il compte mener de grandes réformes.